# Isaac Kashdan
Isaac Kashdan (ur. 19 listopada 1905 w Nowym Jorku, zm. 20 lutego 1985 w Los Angeles) – amerykański szachista, dziennikarz i sędzia klasy międzynarodowej.

## Kariera szachowa
W latach 1928–1937 pięciokrotnie reprezentował USA na olimpiadach szachowych, zdobywając wraz z drużyną trzy złote i jeden srebrny medal. Oprócz tego zdobył 5 medali za wyniki indywidualne: 2 złote, srebrny i 2 brązowe.
Kashdan dwukrotnie, w latach 1938 (wspólnie z Israelem Horowitzem) i 1947 wygrał najstarszy amerykański turniej U.S. Open. Dwukrotnie podzielił I m. w finałąch indywidualnych mistrzostw Stanów Zjednoczonych, w obu przypadkach przegrywając dogrywki o złote medale (w 1942 – z Samuelem Reshevskym, a w 1948 – z Hermanem Steinerem).
Odniósł szereg sukcesów w turniejach międzynarodowych, m.in. I m. w Gyorze (1930), II m. we Frankfurcie (1930, za Aronem Nimzowitschem), I m. w Sztokholmie (1930), II m. w Nowym Jorku (1931, za Jose Raulem Capablanką), II m. w Hastings (1931/32, za Salomonem Flohrem), I-II m. w Meksyku (1932, wspólnie z Aleksandrem Alechinem), II m. w Pasadenie (1932, za Aleksandrem Alechinem), II m. w Syracuse (1934, za Samuelem Reshevskym), I-II m. w Bostonie (1938) oraz dwukrotnie II m. w Nowym Jorku (1946 i 1948). Sukcesy odniesione w pierwszej połowie lat 30. XX wieku kwalifikowały go do ścisłej światowej czołówki, według retrospektywnego systemu rankingowego Chessmetrics w listopadzie 1932 zajmował II miejsce na świecie, za Aleksandrem Alechinem.
Był pierwszym redaktorem założonego w 1932 przez Horowitza pisma The Chess Review. Tytuł arcymistrza otrzymał w 1954, natomiast sędziego klasy międzynarodowej – w 1960 roku.